# アミュプラザ小倉
アミュプラザ小倉（アミュプラザこくら）は、福岡県北九州市小倉北区浅野一丁目にある商業施設（ファッションビル）である。九州旅客鉄道（JR九州）が小倉駅南口に建設した複合ビル（駅ビル）内に入居する。
前身施設である小倉ステーションビル（こくらステーションビル）、および、ビル内にあった商業施設のエル小倉（エルこくら）についても記述する（#小倉ステーションビル（エル小倉））。

## 概要
JR九州が同社の主要駅で展開するファッションビル「アミュプラザ」シリーズの1号店として、1998年（平成10年）3月14日に開業した。施設は東館と西館に分かれ2階のみ東西が同一フロアとして連続している。地下フロアは駐車場、スーパーマーケット、ドラッグストアなど、1階から5階までは物販店（2階から5階までは主に女性向けのファッション・雑貨店）、6階以上はレストラン、カルチャースクール・クリニックなどのサービス施設が入居する。
開業後も順次改装を重ね、レストラン街は2007年（平成19年）4月25日に「アミュダイニング」としてリニューアル。2013年（平成25年）3月には開業15周年の節目として、過去最大規模の改装が行われた。かつては映画館も存在したが廃止され、2023年（令和5年）現在はアミュプラザで唯一映画館が存在しない。
当初「アミュプラザ」という名称は当施設固有の呼称であり、正式名称には地名を含まなかったが、小倉で一定の成果を挙げたことから長崎駅と鹿児島中央駅における駅ビル商業施設の開発において「アミュプラザ」の末尾に地名をつける形で施設展開が始まり、九州新幹線鹿児島ルート全通に合わせて建て替えられる博多駅（JR博多シティ）においても専門店区画の名称として「アミュプラザ博多」を用いることになった。このため2009年（平成21年）以降、当施設も地名を含む「アミュプラザ小倉」に正式名称を変更した経緯がある。一方、当施設の公式サイトのドメイン名は、地名を含まない「amuplaza.jp」を継続して使用している。
運営会社のJR小倉シティは1995年（平成7年）6月22日に小倉ターミナルビル株式会社として設立され、当施設と上階に入居するJR九州ステーションホテル小倉と共に一括して管理運営を担っていたが、JR九州のグループ企業再編に伴い、2019年（平成31年）4月1日にホテル運営部門をJR九州ステーションホテル小倉株式会社へ吸収分割、同時に小倉ターミナルビルの商号を株式会社JR小倉シティに変更し、株式移転を経てJR九州駅ビルホールディングス株式会社の子会社となった。
小倉都心地域にある他の商業施設等とも連携を図る一環として、2010年（平成22年）10月から「We Love 小倉」キャンペーンに参加している。

## 主なテナント

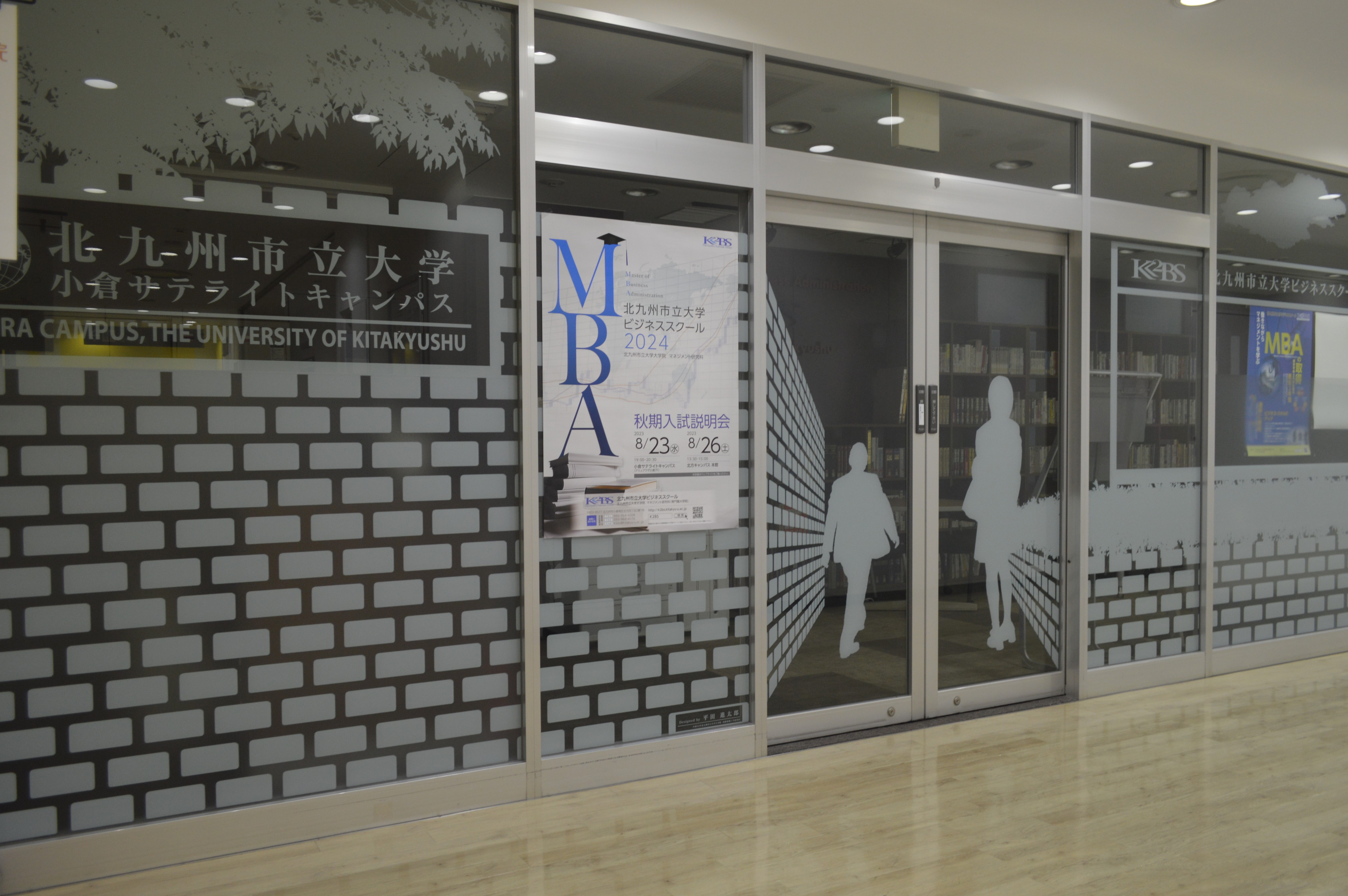
北九州市立大学小倉サテライトキャンパス

ここでは代表的な店舗のみを挙げる。詳細は公式サイトを参照のこと。
| 西館 | フロア                                               | 東館                                                                            |
| --- | ---------------------------------------------------- | ------------------------------------------------------------------------------- |
| ホテル客室 | 9階～14階                                            | ホテル客室                                                                      |
| - ヒューマンキャンパス高等学校 - メディカルラボ小倉校 | 8階                                                  |                                                                                 |
| - シティコンタクト - 小倉ステーション歯科 - 北九州市立大学小倉サテライトキャンパス | 7階                                                  | ホテルフロント ホテルレストラン （アミュプラザ6階からエスカレータで連絡）       |
| - アミュダイニング（レストラン街） - くまざわ書店 | 6階                                                  | ホテル施設                                                                      |
| - ABCマート プレミアステージ - JINS | 5階                                                  | ホテル施設                                                                      |
| - プラザ - Francfrancfranc | 4階                                                  | ABCクッキング 湘南美容外科クリニック小倉院                                      |
| - マリー・クヮント - ファンケル - ハウス オブ ローゼ - LUSH | 3階 （モノレール駅） （新幹線連絡） （南北連絡通路） | ・JR小倉駅 ・ユナイテッドアローズ グリーンレーベルリラクシング ・スターバックス |
| - ダブルデイ - バッグのカトレア - 靴下屋 | 2階                                                  | ・ベイブルック ・ニコアンド                                                     |
| - 土産物店 （かば田・ひよ子・つる平等） - ドトールコーヒー - ミスタードーナツ - ベーカリーカフェ「グランドゥアムール」 （以下駅施設として設置） - ファミリーマート （旧am/pm） - 西側公共通路 - ATM | 1階                                                  | 小倉宿 駅から三十歩横丁 - JR1階小倉城口（南口） - ホテル入口                    |
| ・マックスバリュエクスプレス ・ココカラファイン ・ダイソー | 地下1階                                              |                                                                                 |
| 駐車場 | 地下2階 - 地下3階                                    | 駐車場                                                                          |

- フードコートは当初3階東側にあったが、2009年2月に移転。その際、ロッテリアは駅前に店舗が有ることもあり退店したが、ミスタードーナツと提携しているモスバーガーは入店していない。

### 過去に存在した主なテナント
- キデイランド - 2008年（平成20年）1月閉店。
- ロッテリア - フードコート移転時に小倉駅前の店舗と統合し2009年（平成21年）1月12日閉店。
- ベーカリー トランドール - 1階で営業していたが撤退、後継店舗は地場のベーカリー。
- A.S.R - 2008年（平成20年）9月の5階の改装前の名称は「ミナミアクティブスタイル」。系列は同じ。

## ポイントシステム
以前はアミュプラザで買い物をすると金額に応じてポイントが貯まる「アミュカード」を発行していた。不定期にポイントが3倍になる期間があるが、決まって週末の金曜日から日曜日までと祝日のみで平日には行われることはない。例えば月曜日は平日で、翌日の火曜日が祝日の場合であっても、月曜日には3倍にはならない。なお、地下1階と6階アミュダイニングにおいては、毎週火曜日はポイントが3倍になる。
この「アミュカード」については、JR九州がグループ全体共通のクレジットカード「JQ CARD」を発行するにあたり、クレジットカードは廃止・統合された。「アミュカード」「アミュポイントカード」は汎用性が無かったが、「JQ CARD」は他のJR九州系商業施設の買い物でもポイント（JRキューポ）が付くなど、利便性が高められている。また「JQ CARD」会員のみを対象とした割引特典も設けられている。
SUGOCAについては一部テナントで利用できず、2010年2月に導入された「SUGOCAポイント」についても一部導入店での買い物には付与されない。

## 小倉ステーションビル（エル小倉）
1958年（昭和33年）に日本国有鉄道（国鉄）が小倉駅を室町（後の西小倉駅付近、駅舎跡はヤマダ電機テックランド小倉本店）から浅野に移転開業した際、民衆駅として地下2階地上5階建ての駅ビル「小倉ステーションビル」が開業。ビル1階には駅施設、2階に商業施設「小倉駅ビルデパート」、3階に都府県観光センターと大手商社のオフィス、4階と5階に「小倉ステーションホテル」が入居していた。
航空輸送が拡大する以前においては当ビルが九州の玄関口としても機能し、3階の都府県観光センターには愛媛県が1959年（昭和34年）7月から九州方面の販路拡大や宣伝を狙って小倉事務所を開設、九州事務所への改称を経て1971年（昭和46年）4月に廃止するまで拠点を置いていたほか、島根県九州事務所、徳島県九州物産観光事務所、長野県九州事務所など、十数県の出先事務所が集積していた。
運営法人の株式会社小倉ステーションビルは開業に先立つ1956年（昭和31年）6月27日に設立。資本構成は小倉興産が過半を占める筆頭株主で、以下西日本鉄道、井筒屋、井上作十（当社取締役支配人）、九州電力と続き、地元企業や個人123名の出資を受け、駅ビル事業のほかに小倉市民会館、門司ゴルフ場、小倉ゴルフセンターにおいて食堂を経営していた。
1973年（昭和48年）8月、山陽新幹線の岡山 - 博多間開通を見越し、国鉄の出資を受けてビルに隣接する手小荷物施設跡地へ地下1階地上12階の新棟を増築、小倉ステーションホテルが36室から182室に拡大移転。同年12月10日に商業施設部門を「エル・コクラ」としてリニューアルした。
名称の「エル」は国鉄と協力して施設運営を行う観点からエル特急と名称を合わせたもので、またビルの形が新築した高層部と従来の低層部で正面から見るとL型であることにも由来している。エル・コクラのフロアは、地下1階に飲食街、1階にブティックやアクセサリー、2階にファッションや土産物、3階に呉服とベビー用品の各専門店を配置、合計70店で構成していた。
また、1982年（昭和57年）6月には関連事業として、当施設と接続する小倉駅西側公共連絡通路に面する新幹線高架下に売場面積約1300m2の店舗区画を整備し、スーパーマーケットの丸和を誘致した。この店舗区画は整備費用の1億7500万円を丸和側が負担し、さらに国鉄が丸和から使用料を得る形態にて運営していた。
国鉄分割民営化後、1988年（昭和63年）12月1日からはJR九州グループのファッションビル「エル小倉」として運営し、この当時の店舗面積は3999m2、72店舗が入居していた。後に建物が老朽化したことなどからステーションビルの建て替え構想が浮上、あわせて北九州モノレールが乗り入れることになり、1993年（平成5年）から約5年の歳月をかけ建て替えられた。